# Hilario López
Hilario López (ur. 18 listopada 1907 w Guadalajarze, zm. 23 stycznia 1987) – meksykański piłkarz, reprezentant kraju, grający na pozycji napastnika. 

## Kariera klubowa
López urodził się w Guadalajarze, a swoją przygodę z piłką rozpoczął w wieku 10 lat w Club Deportivo Nacional. Siedem lat później został włączony do pierwszej drużyny, z którą zdobył mistrzostwo Liga Occidental De Jalisco w sezonach 1925/26 i 1926/27. Po 10 latach gry w Nacionalu, w 1927 dołączył do Club Deportivo Marte. 
Od 1930 występował w Club Necaxa. Grając w Necaxa czterokrotnie zdobył mistrzostwo Liga Mayor w sezonach 1932/33, 1934/35, 1936/37 i 1937/38. Dwukrotnie sięgnął po Copa MX w sezonach 1932/33 i 1935/36. Karierę piłkarską zakończył po sezonie 1938/39.

## Kariera reprezentacyjna
López w 1930 został powołany przez trenera Juana Luque de Serrallongę na Mistrzostwa Świata. Zagrał tam w trzech spotkaniach grupowych, z Francją (debiut w reprezentacji), Chile i Argentyną.
Po raz kolejny w drużynie narodowej zagrał w 1935. Ostatni raz w kadrze wystąpił 2 kwietnia 1935 w wygranym 2:0 meczu z Kostaryką. Łącznie w latach 1930–1935 wystąpił w 8 spotkaniach, w których strzelił 9 bramek. 
| Mecze i gole w reprezentacji | Mecze i gole w reprezentacji | Mecze i gole w reprezentacji | Mecze i gole w reprezentacji | Mecze i gole w reprezentacji | Mecze i gole w reprezentacji | Mecze i gole w reprezentacji |
| #                            | Data                         | Miasto                       | Przeciwnik                   | Gol                          | Wynik                        | Rozgrywki                    |
| ---------------------------- | ---------------------------- | ---------------------------- | ---------------------------- | ---------------------------- | ---------------------------- | ---------------------------- |
| 1.                           | 13.07.1930                   | Montevideo                   | Francja                      |                              | 1:4                          | MŚ 1930                      |
| 2.                           | 16.07.1930                   | Montevideo                   | Chile                        |                              | 0:3                          | MŚ 1930                      |
| 3.                           | 19.07.1930                   | Montevideo                   | Argentyna                    |                              | 3:6                          | MŚ 1930                      |
| 4.                           | 27.03.1935                   | San Salvador                 | Salwador                     | Gol · Gol                    | 8:1                          | towarzyski                   |
| 5.                           | 28.03.1935                   | San Salvador                 | Gwatemala                    | Gol · Gol                    | 5:1                          | towarzyski                   |
| 6.                           | 30.03.1935                   | San Salvador                 | Kuba                         | Gol · Gol                    | 6:1                          | towarzyski                   |
| 7.                           | 01.04.1935                   | San Salvador                 | Honduras                     | Gol · Gol · Gol              | 8:2                          | towarzyski                   |
| 8.                           | 02.04.1935                   | San Salvador                 | Kostaryka                    |                              | 2:0                          | towarzyski                   |

## Sukcesy
Club Deportivo Nacional
- Mistrzostwo Liga Occidental De Jalisco (2): 1925/26, 1926/27

Club Necaxa
- Mistrzostwo Liga Mayor (4): 1932/33, 1934/35, 1936/37, 1937/38
- Copa MX (2): 1932/33, 1935/36